# Vympel R-73
R-73 (NATO-rapporteringsnamn AA-11 Archer) är en jaktrobot utvecklad av Vympel NPO för att ersätta K-13 och R-60. Det är den modernaste ryska kortdistansjaktroboten.

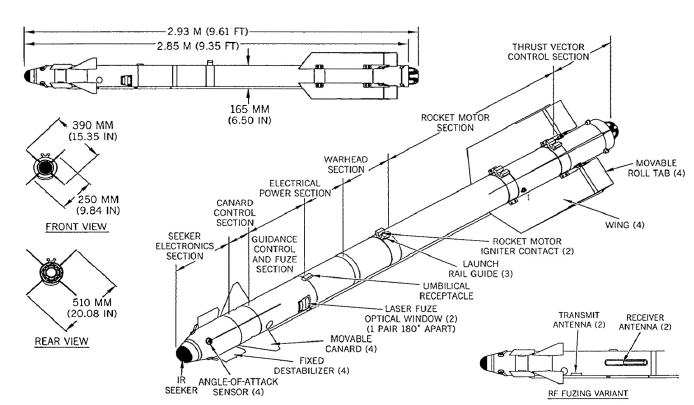
Schematisk presentation av en R-73.

## Utveckling
Erfarenheter från Vietnamkriget visade att kurvstrid var långt ifrån någon utdöd anakronism som många hade förutspått. Därför började USA att utveckla stridsflygplan som F-16 och F/A-18 och Sovjetunionen utvecklade flygplanen MiG-29 och Su-27 för motsvarande roll. För att fylla den rollen behövdes både radarstyrda jaktrobotar för långa avstånd och IR-målsökande jaktrobotar för kurvstrid. I USA fylldes de rollerna av AIM-120 AMRAAM och nyutvecklade modeller av AIM-9 Sidewinder. Sovjetunionen utvecklade robotarna R-27 och R-73.
Officiellt påbörjades utvecklingen av ett ministerbeslut 26 juli 1974. Kravet att roboten skulle kunna avfyras i anfallsvinklar på upp till 40° gjorde att man var tvungen att frångå konventionella roder och i stället förlita sig på vektorstyrning. Experiment gjordes med en robot helt utan fenor, men den visade sig bli helt okontrollerbar så snart motorn brunnit ut. Därför blev lösningen en kompromiss med både vektorstyrning och konventionella styrfenor i nosen.
Ett annat krav var att roboten skulle kunna avfyras mot mål i ett större målområde än bara 12° åt sidorna som var begränsningen för R-60. Målsökaren i R-73 kan låsa på mål upp till 45° åt sidorna (60° för R-73M), men det visade sig svårt för piloten att få roboten att låsa på rätt mål om det fanns flera mål i målområdet. För att lösa det problemet utvecklades ett hjälmsikte som gjorde att robotens målsökare kunde följa pilotens huvudrörelser. Piloten kunde därmed välja mål genom att bara titta åt rätt håll.

## Användning
24 februari 1996 sköt kubanska flygvapnet ner två stycken Cessna 337 som kränkte kubanskt luftrum. Båda flygplanen sköts ner av en MiG-29 med en R-73-robot vardera.
Första gången R-73 användes i strid var under Eritreansk-etiopiska kriget från maj 1998 till juni 2000. Både den etiopiska sidans Su-27:or och eritreanska MiG-29:or var beväpnade med R-73-robotar. Minst fyra eritreanska MiG-29:or sköts ned med R-73-robotar.
Under Kriget i Sydossetien sköts en georgisk UAV ner av R-73 avfyrad från en rysk MiG-29.

## Varianter
- R-73 – Första produktionsmodellen.
- R-73E – Exportmodell.
- R-73M – Förbättrad modell med längre räckvidd och bättre motstånd mot störning.
- R-74M – Ny modell med digitalt styrsystem.